# Cancelloxus elongatus
Cancelloxus elongatus är en fiskart som beskrevs av Phillip C. Heemstra och Wright, 1986. Cancelloxus elongatus ingår i släktet Cancelloxus och familjen Clinidae. Inga underarter finns listade.